# Ludwig Marcuse

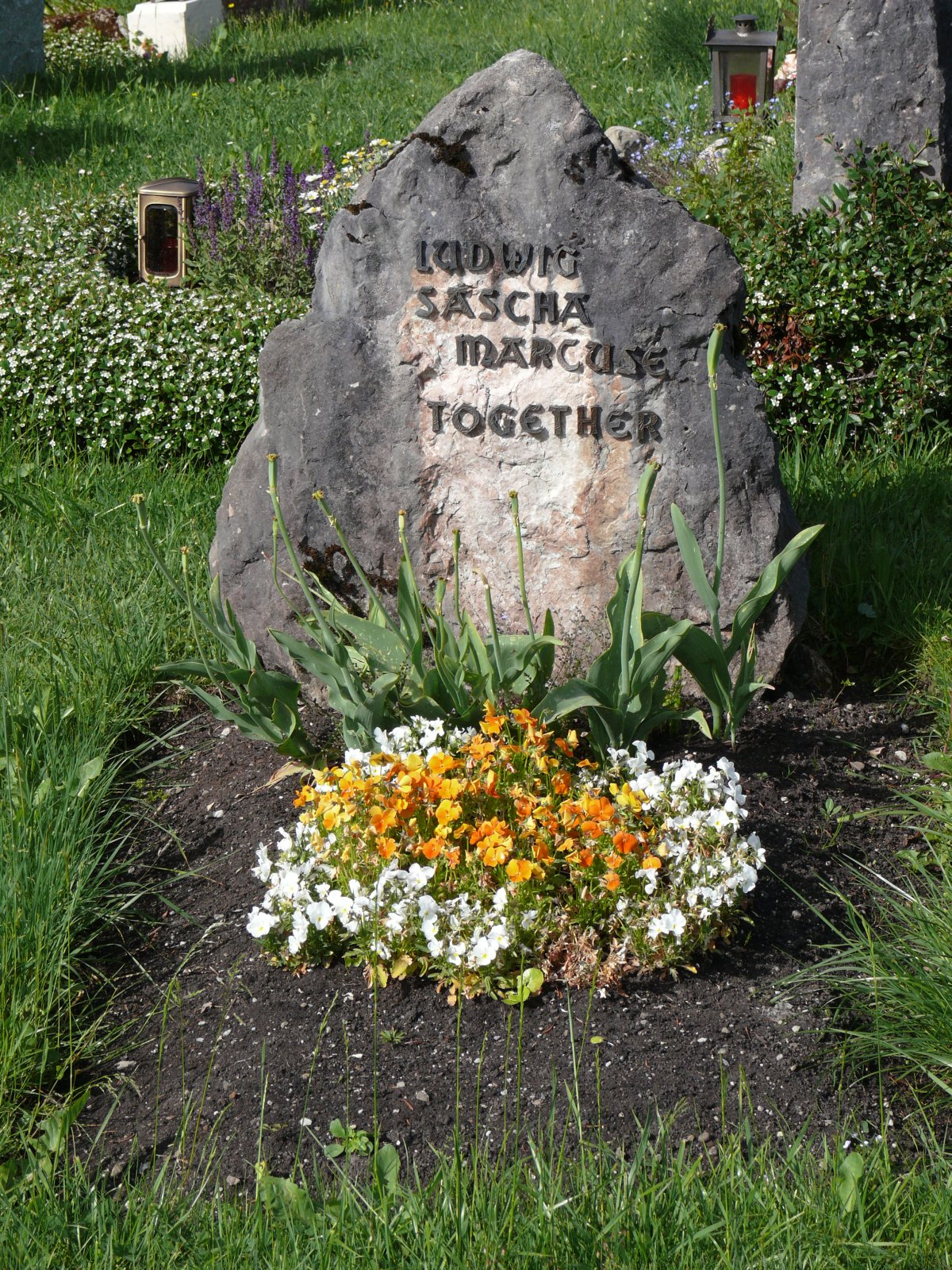
Graf van Ludwig Marcuse

Ludwig Marcuse (Berlijn, 8 februari 1894 - Bad Wiessee, 2 augustus 1971) was een Duits-Amerikaanse filosoof en schrijver. 
Hij voltooide in 1913 de studie filosofie in zijn geboortestad. Later verhuisde hij naar Freiburg im Breisgau, waar hij zijn studie op het gebied van literatuur voortzette. In 1917 behaalde hij zijn doctoraat in Berlijn bij Ernst Troeltsch met een proefschrift over Friedrich Nietzsche. 
Na een korte baan bij Troeltsch werd Marcuse een freelance schrijver en theatercriticus in Berlijn, Königsberg en Frankfurt. Na de machtsovername van de nazi's in 1933, werd hij vanwege zijn joodse afkomst gedwongen te vertrekken uit Duitsland. Tot 1939 woonde hij, zoals veel andere Duitse intellectuelen, in het Franse Sanary-sur-Mer. In datzelfde jaar nam hij, na een zes maanden durend verblijf in de Sovjet-Unie, de vlucht naar de Verenigde Staten waar hij in 1944 Amerikaans staatsburger werd. Daar had hij een leerstoel aan de University of Southern California in Los Angeles, waar hij Duitse literatuur en filosofie onderwees. Hij schreef daar ook onder het pseudoniem Heinz Raabe.
In zijn literaire werk was hij vooral gericht op de schrijvers van de 19e eeuw en het expressionisme van de 20e eeuw. Als voorbeelden zijn de publicaties over  Ludwig Börne, Georg Büchner, Heinrich Heine te noemen. Bovendien publiceerde hij twee autobiografieën. 
Na het einde van de Tweede Wereldoorlog verbleef Marcuse tijdelijk in Duitsland, aan het begin van de jaren zestig in Bad Wiessee, en vestigde zich daar uiteindelijk permanent. Hier is hij overleden in 1971. 
Ludwig was geen familie van Herbert Marcuse, eveneens een voor het fascisme gevluchte Duits-Amerikaanse intellectueel. 

## Werk van Marcuse
- Die Individualität als Wert und die Philosophie Friedrich Nietzsches. Inaugural-Dissertation zur Erlangung der Doktorwürde genehmigt von der Philosophischen Fakultät der Friedrich-Wilhelms-Universität zu Berlin. Tag der Promotion: 4. Mai 1917. Referenten: Ernst Troeltsch und Alois Riehl. Eigenverlag, Berlin 1917
- Strindberg. Das Leben der tragischen Seele. Franz Schneider, Berlin/Leipzig 1920
  - Neuauflage bei Diogenes, Zürich 1989
- Gerhart Hauptmann und sein Werk (als Herausgeber). Franz Schneider, Berlin/Leipzig 1922
- Die Welt der Tragödie. Mit 12 Portraits: Shakespeare, Schiller, Kleist, Büchner,  Grabbe, Hebbel, Ibsen, Hauptmann, Schnitzler, Wedekind, Shaw und Kaiser, Franz Schneider, Berlin/Leipzig 1923
  - Reprint ebenda 1977 und als Fischer-Taschenbuch (FiBü 6499), Frankfurt am Main 1985
- Weltliteratur der Gegenwart: Deutschland (als Herausgeber). 2 Bände, Franz Schneider, Berlin/Leipzig 1924
- Literaturgeschichte der Gegenwart (als Mit-Herausgeber). 2 Bände, Franz Schneider, Berlin/Leipzig 1925
- Revolutionär und Patriot. Das Leben Ludwig Börnes. Paul List, Leipzig 1929
  - Neuausgabe als: Ludwig Börne. Aus der Frühzeit der deutschen Demokratie. Peter, Rothenburg ob der Tauber 1968
    - Aktuell bei Diogenes, ISBN 978-3-257-20259-5
- Heinrich Heine. Ein Leben zwischen Gestern und Morgen. Ernst Rowohlt, Berlin 1932
  - Neuausgabe als: Heinrich Heine. Melancholiker – Streiter in Marx – Epikureer. Peter, Rothenburg ob der Tauber 1970
    - Aktuell bei Diogenes, ISBN 978-3-257-06505-3
- Ignatius von Loyola. Querido, Amsterdam 1935
  - Neuauflagen bei Rowohlt (rororo 185), Hamburg 1956 und Diogenes (detebe 20078), Zürich 1973
- Die Philosophie des Glücks. Von Hiob bis Freud. Europa, Wien/Zürich 1949 
  - Aktuell bei Diogenes, ISBN 978-3-257-20021-8
- Der Philosoph und der Diktator. Plato und Dionys (engl. Originalausgabe: New York 1947). Lothar Blanvalet, Berlin 1950
- Pessimismus. Ein Stadium der Reife. Rowohlt, Hamburg 1953
  - Neuausgabe als: Unverlorene Illusionen: Szczesny, München 1965
    - Neu-Neuausgabe als: Philosophie des Un-Glücks: Diogenes, Zürich 1981
- Sigmund Freud. Sein Bild vom Menschen. Rowohlt (rde 14), Hamburg 1956
  - Aktuell bei Diogenes, ISBN 978-3-257-20035-5
- Amerikanisches Philosophieren. Pragmatisten, Polytheisten, Tragiker. Rowohlt (rde 86), Hamburg 1959
- Heinrich Heine in Selbstzeugnissen und Bilddokumenten. Rowohlt (rm 41), Reinbek bei Hamburg 1960
- Mein zwanzigstes Jahrhundert. Auf dem Weg zu einer Autobiographie. Paul List, München 1960
  - Aktuell bei Diogenes, ISBN 978-3-257-20192-5
- Obszön. Geschichte einer Entrüstung. Paul List, München 1962
  - Aktuell bei Diogenes, ISBN 978-3-257-21158-0
- Das denkwürdige Leben des Richard Wagner. Szczesny, München 1963
  - Aktuell bei Diogenes, ISBN 978-3-257-21085-9
- Aus den Papieren eines bejahrten Philosophie-Studenten. Paul List, München 1964
  - Neuausgabe als: Meine Geschichte der Philosophie. Diogenes, Zürich 1981
- Argumente und Rezepte. Ein Wörter-Buch für Zeitgenossen. Szczesny, München 1967
  - Neuausgabe als: Denken mit Ludwig Marcuse. Diogenes, Zürich 1984
- War ich ein Nazi? Politik – Anfechtung des Gewissens. Mit Beiträgen von Joachim Günther, Hans Egon Holthusen, Hans Hellmut Kirst, Rudolf Krämer-Badoni, Alexander Lernet-Holenia, Jens Rehn, Heinz Winfried Sabais, Hermann Stahl, Wolfgang Weyrauch. Und mit einer Anleitung für den Leser von Ludwig Marcuse. Rütten + Loening, München 1968
- Nachruf auf Ludwig Marcuse. Paul List, München 1969
  - Aktuell bei Diogenes, ISBN 978-3-257-20193-2

## Postuum verschenen
- Briefe von und an Ludwig Marcuse. Diogenes, Zürich 1975
- Ein Panorama europäischen Geistes. Texte aus drei Jahrtausenden, 3 delen, Diogenes, Zürich 1975
- Essays, Porträts, Polemiken. Die besten Essays aus vier Jahrzehnten, uitgegeven door Harold von Hofe. Diogenes, Zürich 1979
- Das Märchen von der Sicherheit. Diogenes, Zürich 1981
- Weinen hat seine Zeit, Lachen hat seine Zeit. Diogenes, Zürich 1983 (Ned. vert.: Alles is ijdel, Prometheus, Amsterdam 1996)
- Wie alt kann Aktuelles sein? Literarische Porträts und Kritiken. Diogenes, Zürich 1989, ISBN 978-3-257-01825-7